# Chaenopsis alepidota
Chaenopsis alepidota är en fiskart som först beskrevs av Gilbert, 1890.  Chaenopsis alepidota ingår i släktet Chaenopsis och familjen Chaenopsidae. IUCN kategoriserar arten globalt som livskraftig. Inga underarter finns listade i Catalogue of Life.